# Бебайн 17
Бебайн 17 (англ. Babine 17) — індіанська резервація в Канаді, у провінції Британська Колумбія, у межах регіонального округу Кітімат-Стекін.

## Населення
За даними перепису 2016 року, індіанська резервація нараховувала 111 осіб, показавши скорочення на 36,6%, порівняно з 2011-м роком. Середня густина населення становила 97,5 осіб/км².
З офіційних мов обидвома одночасно не володів жоден з жителів, тільки англійською — 110. Усього 30 осіб вважали рідною мовою не одну з офіційних, з них усі — одну з корінних мов.
Працездатне населення становило 55,6% усього населення, рівень безробіття — 20%.

## Клімат
Середня річна температура становить 4,2°C, середня максимальна – 19,6°C, а середня мінімальна – -14,6°C. Середня річна кількість опадів – 602 мм.
| Клімат поселення                              | Клімат поселення | Клімат поселення | Клімат поселення | Клімат поселення | Клімат поселення | Клімат поселення | Клімат поселення | Клімат поселення | Клімат поселення | Клімат поселення | Клімат поселення | Клімат поселення | Клімат поселення |
| Показник                                      | Січ.             | Лют.             | Бер.             | Квіт.            | Трав.            | Черв.            | Лип.             | Серп.            | Вер.             | Жовт.            | Лист.            | Груд.            |                  |
| Середній максимум, °C                         | −1,29            | 2,66             | 6,57             | 11,43            | 15,85            | 19,64            | 18,21            | 17,66            | 13,25            | 7,46             | 0,68             | −3,5             |                  |
| Середня температура, °C                       | −7,97            | −4               | −0,1             | 4,75             | 9,19             | 12,99            | 15,26            | 14,70            | 10,28            | 4,51             | −2,27            | −6,45            |                  |
| Середній мінімум, °C                          | −14,63           | −10,65           | −6,76            | −1,9             | 2,54             | 6,31             | 12,31            | 11,73            | 7,32             | 1,55             | −5,25            | −9,42            |                  |
| Норма опадів, мм                              | 59               | 33               | 28               | 28               | 43               | 54               | 53               | 51               | 66               | 76               | 59               | 52               |                  |
| Середньомісячна швидкість вітру, м/с          | 1.83             | 1.81             | 2.00             | 2.11             | 2.10             | 2.04             | 1.90             | 1.72             | 1.63             | 1.74             | 1.75             | 1.76             |                  |
| Середньомісячна сонячна радіація, кДж/м²·день | 2011             | 4477             | 8982             | 14364            | 18046            | 19446            | 18638            | 15639            | 10362            | 5328             | 2425             | 1418             |                  |
| --------------------------------------------- | ---------------- | ---------------- | ---------------- | ---------------- | ---------------- | ---------------- | ---------------- | ---------------- | ---------------- | ---------------- | ---------------- | ---------------- | ---------------- |
| Джерело:                                      |                  |                  |                  |                  |                  |                  |                  |                  |                  |                  |                  |                  |                  |